# Wolfram von Eschenbach
Wolfram von Eschenbach (~1170 – ~1220) va ser un cavaller, poeta i trobador en alemany (Minnesänger).

## Biografia
Pertanyia a una família senyorial d'Eschenbach, prop de Nuremberg a la cort de Hermann de Turíngia. Però privat de tot patrimoni per no ser el primogènit, vivia poc menys que en la misèria, quan heretà un petit domini, que malgrat que millorà un xic la seva situació, no fou suficient, segons diu ell mateix, per allunyar la fam de casa seva.
De caràcter altiu, brusc i independent, recorregué castells, oferint els seus serveis als magnats, segons costum de l'època. El duc de Henneberg l'armà cavaller a Mansfeld i provà el seu valor en les lluites sostingudes entre Otó de Brunswick i Felip de Suàbia per la possessió de la corona imperial. Assolí la protecció del comte de Wertheim, que li feu donació de la propietat de Wildenberg; Dels comtes de Truhendingen i de la marquesa de Herstein. A Kizzingen prengué part en un torneig, i vers l'any 1200 fixà la seva residència a Eisenbach, on va contraure matrimoni i entrà al servei del landgravi Hermann de Turíngia, gran protector de les arts i dels artistes.
El 1207, se celebrà en el castell de Wartburg el cèlebre combat literari entre Eschenbach i Klingsohr, en què es disputaren el premi instituït pel landgravi Hermann. Eschenbach es mostrà molt hàbil en els cants religiosos, però el seu competidor l'avantatjà en els altres gèneres. Mort el seu protector, passà els últims anys de la seva vida a Eschenbach; hi ha la creença que allí acabà els seus dies, ja que rebé sepultura a l'església de Nostra Senyora, d'aquesta població.
Wolfram, que no sabia llegir ni escriure, tingué per mestre un altre trobador anomenat Friedebrandt; coneixia de memòria nombroses obres literàries llatines, franceses i alemanyes, i ell, Gottfried von Strassburg i Walther von der Vogelweide són els poetes alemanys més notables de l'època medieval.
El seu embolcall tosc i indomable de guerrer amagava la tendresa i delicadesa del poeta, i malgrat que incorrecte i obscur algunes vegades, per la riquesa de la seva imaginació, l'elevació de les seves idees, l'expressió i elegància del seu estil se'l considera com un vertader poeta èpic.

## Obra
A Eisenach compongué Parzival (1200-1210), una recreació de la vida del cavaller, poema simbòlic amb setze cants, què és la llegenda del Sant Greal, on desenvolupa els temes celtes del cicle de la Taula Rodona, inspirant-se, segons ell, en una obra desconeguda d'un provençal, a qui anomena Kyot, considerat per molts com un personatge imaginari. En realitat sembla que Wolfram se serví per a la composició del seu poema de Le conte de Greal de Chrétien de Troyes, afegint a l'obra del poeta francès, sis cants i la llegenda de Lohengrin. L'èxit de l'obra al seu temps fa que se'n conservin diversos manuscrits, tot i ser pensat per a la transmissió oral i datar d'un període primerenc (principis del segle xiii). Va inspirar nombrosos autors posteriors, entre els quals destaca Wagner amb la seva òpera Parsifal.
Té, a més, dos poemes sense acabar: Titurel, cançó d'amor, que es relaciona amb la llegenda de Parsifal i les tradicions del Sant Greal, i del qual es conserven dos fragments, i Willeham, narració de les proeses de Sant Guillem d'Aquitània contra els àrabs, i inspirat en la cançó de gesta francesa Bataille d'Alischans, i vuit cançons, que han arribat fins a nosaltres, en la que conta la història dels seus amors.
Se li han atribuït la major part de les composicions de la seva època, els autors de les quals són desconeguts, com Die Nibelungen, Sängerhrieg auf der Wartburg, etc., però les úniques quina autenticitat s'ha provat, són les citades, que publicà Lachmann a Berlín (1833).
De la seva vida es tenen poques dades i els testimonis són contradictoris: alguns el fan membre de ritus esotèrics, amb què hauria farcit la seva obra, d'altres afirmen que era illetrat però un conegut trobador, conreador de l'amor cortès (s'han conservat obres líriques seves).